# Сан Нацарио (Виченца)
Сан Нацарио (итал. San Nazario) је насеље у Италији у округу Виченца, региону Венето.
Према процени из 2011. у насељу је живело 737 становника. Насеље се налази на надморској висини од 156 м.

## Становништво
Према резултатима пописа становништва 2011. у општини је живело 1.740 становника.
| 1931. | 1936. | 1951. | 1961. | 1971. | 1981. | 1991. | 2001. | 2011. |
| ----- | ----- | ----- | ----- | ----- | ----- | ----- | ----- | ----- |
| 2.506 | 2.302 | 2.378 | 1.952 | 1.732 | 1.622 | 1.652 | 1.787 | 1.740 |